# Выродовы
Выродовы — древний русский дворянский род, внесённый в Родословные книги Курской и Харьковской губерний.

## История рода
Происходит из старинного служилого рода Выродовых, представители которого несли службу на Заcечной черте. В начале XVII в. несколько семей рода, в числе других служилых (пронских, ряжских и михайловских), были переведены в Белгород для укрепления южного порубежья Московского государства, — они, и их потомки, принимали деятельное участие в создании укреплённой пограничной линии — Белгородской черты и обороне рубежей Русского царства.
Родоначальник — служилый Белгоро́дской засе́чной (защи́тной) черты — сын боярский белгородский,  станичный голова Семён Осипович Выродов, получивший (1642) поместья в Белгородском уезде. Потомство Семёна Осиповича Выродова записано в VI части Дворянских Родословных книг Курской и Харьковской губерний Российской империи.

## Родовой герб
Родовой герб Выродовых внесён в Часть VIII «Общего Гербовника дворянских родов Всероссийской империи», утверждённую 25 января 1807 года. Герб № 84 — стр. 184, 185.
Общий гербовник дворянских родов Российской империи сообщает: «Фамилии Выродовых, Семён Осипов сын Выродов, в 7153/1645 году [так в тексте Гербовника, но фактически в 1642 году] от государя царя и великого князя Михаила Фёдоровича, за службу жалован поместьями и на оныя грамотою. Равным образом и другие Выродовы Российскому престолу служили дворянские службы и владели деревнями. Всё сие доказывается жалованною на поместья грамотою, выписью с отказных книг и копиею с определения Слободско-Украинского Дворянского депутатского собрания о внесении рода Выродовых в Родословную книгу в 6-ю часть, древнего дворянства».

## Описание герба
Гербом дворян Выродовых: щит, разделённый на четыре части, верхняя правая — красного цвета, а левая серебряного, в коих крестообразно положены четыре копья, остриями соединённые на средине щита, переменных с полями цветов. В нижней пространной части, в правом золотом поле, горизонтально означена чёрная полоса с серебряною на ней шестиугольною звездою, а в левом голубом поле виден до половины выходящий с левого нижнего угла лев с мечом, вверх поднятым. Щит увенчан дворянским шлемом и короною; Нашлемник: три страусовых пера. Намёт на щите голубой и красный, подложенный серебром .

## Известные представители
- Выродов, Андрей Никитич — подполковник (с 17.05.1731), командир Белгородского гарнизонного полка. В июне — октябре 1734 г. исполнял обязанности главы администрации Белгородской губернии Российской империи.
- Выродов, Иван Андреевич — капитан. Депутат от Белгородской губернии в Уложенной комиссии 1767 года. По определениям Харьковского Дворянского Депутатского Собрания от 15 октября 1786 года, внесён в IV часть дворянской родословной книги Харьковского дворянства.
- Выродов, Василий Андреевич — капитан. Крупный землевладелец и предприниматель ("суконный мануфактурщик"). По сведениям ведомостей Мануфактур-коллегии 1773 года, суконное производство, принадлежавшее фабриканту В. А. Выродову, насчитывало 101 суконный стан.
- Выродов, Иван Васильевич — сержант лейб-гвардии Преображенского полка (1791). Майор (1842). Окончил Московский благородный пансион (ныне МГУ). Известен как писатель, переводчик с немецкого языка, показан в «Словаре русских писателей XVIII века».
- Выродов, Андрей Васильевич — сержант лейб-гвардии Преображенского полка (1791). Окончил Московский благородный пансион (ныне МГУ). Известен как писатель, переводчик с немецкого языка, показан в «Словаре русских писателей XVIII века».